# Caenohalictus autumnalis
Caenohalictus autumnalis là một loài Hymenoptera trong họ Halictidae. Loài này được Jörgensen mô tả khoa học năm 1912.